# Montpellier Hérault Sport Club 2017-2018 (femminile)
Questa voce raccoglie le informazioni riguardanti la squadra femminile del Montpellier Hérault Sport Club nelle competizioni ufficiali della stagione 2017-2018.

## Divise e sponsor
La grafica riproponeva l'abbinamento cromatico adottato dal Montpellier maschile. Main sponsor era Sud de France, quello tecnico, fornitore delle tenute da gioco, era Nike.
| Casa | Trasferta |

## Organigramma societario
Area tecnica
- Allenatore: Jean-Louis Saez
- Vice allenatore: Aurore Aldon
- Preparatore dei portieri: Dominique Deplagne
- Preparatore atletico: Eric Nicolas
- Fisioterapista: Mélanie Gaudé

## Rosa
Rosa, ruoli e numeri di maglia come da sito ufficiale, aggiornati al 1º ottobre 2017.
| N. |                        | Ruolo | Calciatrice                 |
| -- | ---------------------- | ----- | --------------------------- |
| 4  | Francia (bandiera)     | D     | Marion Torrent              |
| 5  | Francia (bandiera)     | D     | Laura Agard                 |
| 6  | Paesi Bassi (bandiera) | C     | Anouk Dekker                |
| 7  | Francia (bandiera)     | D     | Sakina Karchaoui            |
| 8  | Francia (bandiera)     | C     | Sandie Toletti              |
| 9  | Francia (bandiera)     | A     | Laëtitia Tonazzi (capitano) |
| 10 | Svezia (bandiera)      | A     | Sofia Jakobsson             |
| 11 | Danimarca (bandiera)   | C     | Katrine Veje                |
| 13 | Francia (bandiera)     | D     | Marion Romanelli            |
| 14 | Spagna (bandiera)      | C     | Virginia Torrecilla         |
| 15 | Svezia (bandiera)      | A     | Stina Blackstenius          |
| 16 | Francia (bandiera)     | P     | Laëtitia Philippe           |

| N. |                    | Ruolo | Calciatrice           |
| -- | ------------------ | ----- | --------------------- |
| 17 | Belgio (bandiera)  | A     | Janice Cayman         |
| 18 | Francia (bandiera) | A     | Marie-Charlotte Léger |
| 19 | Haiti (bandiera)   | A     | Nérilia Mondésir      |
| 21 | Francia (bandiera) | A     | Valérie Gauvin        |
| 22 | Francia (bandiera) | D     | Morgane Nicoli        |
| 23 | Svezia (bandiera)  | D     | Linda Sembrant        |
| 24 | Francia (bandiera) | A     | Lindsey Thomas        |
| 26 | Francia (bandiera) | C     | Manon Uffren          |
| 28 | Francia (bandiera) | D     | Marine Haupais        |
| 29 | Francia (bandiera) | A     | Clarisse Le Bihan     |
| 30 | Francia (bandiera) | P     | Méline Gérard         |

## Calciomercato

### Sessione estiva
| Acquisti | Acquisti      | Acquisti        | Acquisti   |
| R.       | Nome          | da              | Modalità   |
| -------- | ------------- | --------------- | ---------- |
| P        | Méline Gérard | Olympique Lione | definitivo |
| A        | Katrine Veje  | Brøndby         | definitivo |

| Cessioni | Cessioni          | Cessioni    | Cessioni   |
| R.       | Nome              | a           | Modalità   |
| -------- | ----------------- | ----------- | ---------- |
| P        | Solène Durand     | Guingamp    | definitivo |
| D        | Genessee Puntigam | Vittsjö GIK | definitivo |

### Sessione invernale
| Acquisti | Acquisti     | Acquisti                | Acquisti   |
| R.       | Nome         | da                      | Modalità   |
| -------- | ------------ | ----------------------- | ---------- |
| P        | Casey Murphy | Rutgers Scarlet Knights | definitivo |

| Cessioni | Cessioni       | Cessioni | Cessioni    |
| R.       | Nome           | a        | Modalità    |
| -------- | -------------- | -------- | ----------- |
| A        | Lindsey Thomas | Bordeaux | in prestito |

## Risultati

### Division 1

#### Girone di andata
| Arbitro: | Bagrowski |

|  |           |                                                                          |
|  | Marcatori | 25’ Veje 27’ Gauvin 65’, 90+2’ Le Bihan 75’, 88’ Blackstenius 90’ Uffren |

| Arbitro: | Guillemin |

| |           |  |
| Torrecilla 31’ Veje 34’ Blackstenius 41’ Gauvin 47’, 60’ Toletti 50’ Cayman 57’ (rig.) Léger 90+1’ | Marcatori |  |

| Arbitro: | Coppola |

|            |           |                                                |
| Alidou 22’ | Marcatori | 4’, 75’ Blackstenius 19’ Gauvin 69’ Torrecilla |

| Arbitro: | Guillemin |

|  |           |                                                                                  |
|  | Marcatori | 23’ Ad. Hegerberg 51’ (aut.) Karchaoui 59’ Le Sommer 66’ Hamraoui 90+2’ Marozsán |

| Arbitro: | Loidon |

|  |           |                                                                         |
|  | Marcatori | 44’, 80’ Le Bihan 49’ Jakobsson 51’ Blackstenius 76’ Toletti 83’ Gauvin |

| Arbitro: | Bagrowski |

|           |           |  |
| Agard 31’ | Marcatori |  |

| Arbitro: | Beyer |

|            |           |                               |
| Thiney 19’ | Marcatori | 62’ Blackstenius 64’ Le Bihan |

| Arbitro: | Coppola |

|                                          |           |                   |
| Paredes 19’ Delie 40’ Torrent 71’ (aut.) | Marcatori | 85’ (rig.) Cayman |

| Arbitro: | Bartnik |

|                                                   |           |               |
| Jakobsson 22’ (rig.), 29’, 90+2’ Blackstenius 32’ | Marcatori | 43’ Karchouni |

| Arbitro: | Dallongeville |

|             |           |                                                              |
| Babinga 55’ | Marcatori | 4’, 90+3’ Blackstenius 83’ Léger 89’ Torrecilla 90+1’ Gauvin |

| Arbitro: | Bartnik |

|                                     |           |             |
| Léger 4’, 25’ Cayman 28’ Gauvin 84’ | Marcatori | 90+3’ Coryn |

#### Girone di ritorno
| Arbitro: | Vanderstichel |

|             |           |            |
| Lavogez 35’ | Marcatori | 5’ Tonazzi |

| Arbitro: | Beyer |

|                                          |           |                     |
| Sembrant 3’ Cayman 25’ (rig.) Gauvin 66’ | Marcatori | 78’, 90+5’ Brétigny |

| Arbitro: | Coppola |

|                   |           |                |
| Marozsán 43’, 68’ | Marcatori | 90+2’ Sembrant |

| Arbitro: | Bagrowski |

|                           |           |             |
| Veje 36’ Blackstenius 63’ | Marcatori | 88’ Saunier |

| Arbitro: | Soriano |

|                |           |                                          |
| Oparanozie 47’ | Marcatori | 53’ Torrecilla 63’ Toletti 69’ Jakobsson |

| Arbitro: | Bartnik |

|                          |           |              |
| Gauvin 47’ Jakobsson 75’ | Marcatori | 89’ Declercq |

| Arbitro: | Beyer |

|                                                  |           |  |
| Jakobsson 49’ Cayman 66’ (rig.) Blackstenius 75’ | Marcatori |  |

| Blanquefort 22 aprile 2018, ore 15:00 CEST 19ª giornata | Bordeaux  | 0 – 0 referto | Montpellier | Stadio Jean-Pierre Delhomme (417 spett.)\| Arbitro: \| Bagrowski \| |
| Arbitro:                                                | Bagrowski |               |             |                                                                     |

| Arbitro: | Beyer |

|            |           |  |
| Gauvin 82’ | Marcatori |  |

| Arbitro: | Bagrowski |

|  |           |                        |
|  | Marcatori | 83’ Mondésir 89’ Léger |

| Arbitro: | Di Benedetto |

|                                    |           |                    |
| Gauvin 45’, 90+2’ Blackstenius 75’ | Marcatori | 68’ (rig.) Rouzies |

### Coppa di Francia
| Arbitro: | Fournier |

|                                                           |           |  |
| Gauvin 30’, 51’ Léger 43’, 69’ Le Bihan 65’, 81’ Veje 67’ | Marcatori |  |

| Arbitro: | Bartnik |

|                       |           |  |
| Gauvin 23’ Uffren 51’ | Marcatori |  |

| Arbitro: | Bartnik |

|                   |                      |               |
| Coton-Pélagie 70’ | Marcatori            | 48’ Jakobsson |
|                   | Tiri di rigore 4 – 5 |               |

| Arbitro: | Soriano |

|                                                        |           |  |
| Jakobsson 41’ Dekker 72’ Blackstenius 81’ Le Bihan 89’ | Marcatori |  |

| Arbitro: | Vanderstichel |

|                                                     |           |  |
| Le Sommer 19’ Majri 54’ Henry 56’ Ad. Hegerberg 83’ | Marcatori |  |

### UEFA Women's Champions League
| Arbitro: | Persson |

|  |           |                     |
|  | Marcatori | 64’ (aut.) Sembrant |

| Arbitro: | Urbán |

|  |           |                    |
|  | Marcatori | 52’, 71’ Jakobsson |

| Arbitro: | Adámková |

|                 |           |                                          |
| Girelli 8’, 37’ | Marcatori | 30’ Blackstenius 42’ Cayman 58’ Sembrant |

| Arbitro: | Kulcsár |

|                                                                        |           |  |
| Dekker 19’ Jakobsson 25’ Veje 37’ Toletti 67’ Léger 81’ Torrecilla 85’ | Marcatori |  |

| Arbitro: | Monzul' |

|  |           |                            |
|  | Marcatori | 49’ Ji So-yun 77’ Cuthbert |

| Arbitro: | Pustovojtova |

|                                   |           |               |
| Kirby 4’, 77’ (rig.) Bachmann 50’ | Marcatori | 36’ Jakobsson |

## Statistiche

### Statistiche di squadra
| Competizione     | Punti | In casa | In casa | In casa | In casa | In casa | In casa | In trasferta | In trasferta | In trasferta | In trasferta | In trasferta | In trasferta | Totale | Totale | Totale | Totale | Totale | Totale | DR  |
| Competizione     | Punti | G       | V       | N       | P       | Gf      | Gs      | G            | V            | N            | P            | Gf           | Gs           | G      | V      | N      | P      | Gf     | Gs     | DR  |
| ---------------- | ----- | ------- | ------- | ------- | ------- | ------- | ------- | ------------ | ------------ | ------------ | ------------ | ------------ | ------------ | ------ | ------ | ------ | ------ | ------ | ------ | --- |
| Division 1       | 53    | 11      | 10      | 0       | 1       | 31      | 12      | 11           | 7            | 2            | 2            | 32           | 10           | 22     | 17     | 2      | 3      | 63     | 22     | +41 |
| Coppa di Francia | -     | 1       | 1       | 0       | 0       | 2       | 0       | 4            | 2            | 1            | 1            | 12           | 5            | 5      | 3      | 1      | 1      | 14     | 5      | +9  |
| Champions League | -     | 3       | 1       | 0       | 2       | 6       | 3       | 3            | 2            | 0            | 1            | 6            | 5            | 6      | 3      | 0      | 3      | 12     | 8      | +4  |
| Totale           | -     | 15      | 12      | 0       | 3       | 39      | 15      | 18           | 11           | 3            | 4            | 50           | 20           | 33     | 23     | 3      | 7      | 89     | 35     | +54 |

### Andamento in campionato
| Giornata  | 1 | 2 | 3 | 4 | 5 | 6 | 7 | 8 | 9 | 10 | 11 | 12 | 13 | 14 | 15 | 16 | 17 | 18 | 19 | 20 | 21 | 22 |
| --------- | - | - | - | - | - | - | - | - | - | -- | -- | -- | -- | -- | -- | -- | -- | -- | -- | -- | -- | -- |
| Luogo     | T | C | T | C | T | C | T | T | C | T  | C  | T  | C  | T  | C  | T  | C  | C  | T  | C  | T  | C  |
| Risultato | V | V | V | P | V | V | V | P | V | V  | V  | N  | V  | P  | V  | V  | V  | V  | N  | V  | V  | V  |
| Posizione | 2 | 1 | 2 | 4 | 3 | 3 | 3 | 3 | 3 | 3  | 3  | 3  | 3  | 3  | 3  | 3  | 3  | 3  | 3  | 3  | 3  | 3  |

Legenda:

Luogo: C = Casa; T = Trasferta. Risultato: V = Vittoria; N = Pareggio; P = Sconfitta.

### Statistiche delle giocatrici
| Giocatore       | Division 1 | Division 1 | Division 1  | Division 1 | Coppa di Francia | Coppa di Francia | Coppa di Francia | Coppa di Francia | Champions League | Champions League | Champions League | Champions League | Totale   | Totale | Totale      | Totale     |
| Giocatore       | Presenze   | Reti       | Ammonizioni | Espulsioni | Presenze         | Reti             | Ammonizioni      | Espulsioni       | Presenze         | Reti             | Ammonizioni      | Espulsioni       | Presenze | Reti   | Ammonizioni | Espulsioni |
| --------------- | ---------- | ---------- | ----------- | ---------- | ---------------- | ---------------- | ---------------- | ---------------- | ---------------- | ---------------- | ---------------- | ---------------- | -------- | ------ | ----------- | ---------- |
| L. Agard        | 12         | 1          | 3           | 0          | 3                | 0                | 0                | 0                | 4                | 0                | 0                | 0                | 19       | 1      | 3           | 0          |
| S. Blackstenius | 20         | 13         | 0           | 0          | 3                | 1                | 0                | 0                | 6                | 1                | 0                | 0                | 29       | 15     | 0           | 0          |
| J. Cayman       | 22         | 5          | 1           | 0          | 3                | 0                | 0                | 0                | 5                | 1                | 0                | 0                | 30       | 6      | 1           | 0          |
| S. Champagnac   | 0          | 0          | 0           | 0          | 1                | 0                | 0                | 0                | 0                | 0                | 0                | 0                | 1        | 0      | 0           | 0          |
| A. Dekker       | 17         | 0          | 3           | 0          | 2                | 1                | 0                | 0                | 6                | 1                | 1                | 0                | 25       | 2      | 4           | 0          |
| V. Gauvin       | 20         | 12         | 0           | 0          | 4                | 3                | 0                | 0                | 4                | 0                | 0                | 0                | 28       | 15     | 0           | 0          |
| M. Gérard       | 13         | -17        | 0           | 0          | 2                | 0                | 0                | 0                | 4                | -3               | 0                | 0                | 19       | -20    | 0           | 0          |
| M. Haupais      | 0          | 0          | 0           | 0          | 0                | 0                | 0                | 0                | 0                | 0                | 0                | 0                | 0        | 0      | 0           | 0          |
| S. Jakobsson    | 17         | 7          | 0           | 0          | 4                | 2                | 0                | 0                | 5                | 4                | 0                | 0                | 26       | 13     | 0           | 0          |
| S. Karchaoui    | 22         | 0          | 2           | 0          | 3                | 0                | 0                | 0                | 6                | 0                | 0                | 0                | 31       | 0      | 2           | 0          |
| C. Le Bihan     | 19         | 5          | 0           | 0          | 5                | 3                | 0                | 0                | 5                | 0                | 0                | 0                | 29       | 8      | 0           | 0          |
| M-C. Léger      | 15         | 5          | 0           | 0          | 4                | 2                | 0                | 0                | 4                | 1                | 0                | 0                | 23       | 8      | 0           | 0          |
| N. Mondésir     | 4          | 1          | 0           | 0          | 2                | 0                | 0                | 0                | 0                | 0                | 0                | 0                | 6        | 1      | 0           | 0          |
| Z. Muller       | 2          | 0          | 0           | 0          | 1                | 0                | 0                | 0                | 0                | 0                | 0                | 0                | 3        | 0      | 0           | 0          |
| C. Murphy       | 7          | -4         | 0           | 0          | 3                | -5               | 0                | 0                | 2                | -5               | 0                | 0                | 12       | -14    | 0           | 0          |
| M. Nicoli       | 6          | 0          | 1           | 0          | 2                | 0                | 1                | 0                | 0                | 0                | 0                | 0                | 8        | 0      | 2           | 0          |
| L. Philippe     | 2          | -1         | 0           | 0          | 0                | 0                | 0                | 0                | 0                | 0                | 0                | 0                | 2        | -1     | 0           | 0          |
| M. Romanelli    | 7          | 0          | 2           | 0          | 0                | 0                | 0                | 0                | 1                | 0                | 0                | 0                | 8        | 0      | 2           | 0          |
| L. Sembrant     | 20         | 2          | 0           | 0          | 3                | 0                | 0                | 0                | 6                | 1                | 0                | 0                | 29       | 3      | 0           | 0          |
| L. Thomas       | 2          | 0          | 0           | 0          | 0                | 0                | 0                | 0                | 0                | 0                | 0                | 0                | 2        | 0      | 0           | 0          |
| S. Toletti      | 15         | 3          | 0           | 0          | 2                | 0                | 0                | 0                | 6                | 1                | 1                | 0                | 23       | 4      | 1           | 0          |
| L. Tonazzi      | 5          | 1          | 0           | 0          | 0                | 0                | 0                | 0                | 1                | 0                | 0                | 0                | 6        | 1      | 0           | 0          |
| V. Torrecilla   | 18         | 4          | 2           | 0          | 2                | 0                | 1                | 0                | 6                | 1                | 1                | 0                | 26       | 5      | 4           | 0          |
| M. Torrent      | 18         | 0          | 0           | 0          | 3                | 0                | 0                | 0                | 6                | 0                | 0                | 0                | 27       | 0      | 0           | 0          |
| M. Uffren       | 10         | 1          | 1           | 1          | 3                | 1                | 0                | 0                | 0                | 0                | 0                | 0                | 13       | 2      | 1           | 1          |
| K. Veje         | 14         | 3          | 0           | 0          | 4                | 1                | 0                | 0                | 6                | 1                | 1                | 0                | 24       | 5      | 1           | 0          |